# Давидовац, Деян
Деян Давидовац (серб. Дејан Давидовац; род. 17 января 1995, Зренянин, Воеводина) — сербский баскетболист, играющий на позиции лёгкого форварда.

## Карьера
Давидовац начал играть в профессиональный баскетбол в 16 лет за «Пролетер» из своего родного города. С 2012 по 2015 годы выступал за «Вршац».
В марте 2015 года Давидовац стал игроком «Црвены звезды» и сразу был отдан в аренду в ФМП.
В июне 2022 года Давидовац перешёл в ЦСКА.
В сезоне 2022/2023 Давидовац стал бронзовым призёром Единой лиги ВТБ, бронзовым призёром чемпионата России и серебряным призёром Суперкубка Единой лиги ВТБ.
В июне 2023 года Давидовац вернулся в «Црвену звезду».

## Сборная Сербии
В 2013 году, в составе сборной Сербии (до 18 лет) Давидовац принял участие чемпионате Европы (до 18 лет). В 9 матчах Деян набирал в среднем 7,2 очка, 5,0 подбора и 1,1 передачи.
В 2015 году, Давидовац стал победителем чемпионата Европы (до 20 лет). В 10 матчах статистика Деяна составила 8,7 очка, 4,7 подбора и 1,1 передачи.
В 2023 году Давидовац принял участие в чемпионате мира-2023 и стал серебряным призёром.

## Достижения

### Клубные
- Чемпион Адриатической лиги (3): 2018/2019, 2020/2021, 2021/2022
- Бронзовый призёр Единой лиги ВТБ: 2022/2023
- Серебряный призёр Суперкубка Единой лиги ВТБ: 2022
- Чемпион Сербии (4): 2017/2018, 2018/2019, 2020/2021, 2021/2022
- Бронзовый призёр чемпионата России: 2022/2023
- Обладатель Кубка Радивоя Корача (2): 2020/2021, 2021/2022

### Сборная Сербии
- Серебряный призёр чемпионата мира: 2023
- Победитель чемпионата Европы (до 20 лет): 2015